# Wanniyala agrabopath
Wanniyala agrabopath är en spindelart som beskrevs av Huber och Benjamin 2005. Wanniyala agrabopath ingår i släktet Wanniyala och familjen dallerspindlar.
Artens utbredningsområde är Sri Lanka. Inga underarter finns listade i Catalogue of Life.